# Зоряне (Синельниківський район)
Зо́ряне (до 1957 року — Осотяне) — село в Україні, в Синельниківському районі Дніпропетровської області. Входить до складу Слов'янської сільської громади. Населення становить 1021 особа.

## Географія
Розташоване у східній частині області на межі з Донецькою областю за 130 кілометрів від обласного центру.
Село Зоряне знаходиться за 7 км від правого берега річки Бик, за 2,5 км від сіл Маліївське і Зелене (Покровський район). По селу протікає пересихаючий струмок з загатою.

## Історія
Село Осетинське було засноване запорізькими козаками у другій половині 18 століття, що відносилося до Самарської паланки Запорозької Січі.
З 1957 року має назву Зоряне і було центром сільської ради. В часи радянської влади тут розміщувалась центральна садиба радгоспу ім. Петровського.
До 2020 року орган місцевого самоврядування — Зорянська сільська рада.
12 червня 2020 року, відповідно до розпорядження Кабінету Міністрів України № 709-р від «Про визначення адміністративних центрів та затвердження територій територіальних громад Дніпропетровської області», увійшло до складу  Слов'янської сільської громади.
19 липня 2020 року, в результаті адміністративно-територіальної реформи і ліквідації Межівського району, село увійшло до складу новоутвореного Синельниківського району.

## Населення
Згідно з переписом УРСР 1989 року чисельність наявного населення села становила 1001 особа, з яких 475 чоловіків та 526 жінок.
За переписом населення України 2001 року в селі мешкало 1020 осіб.

### Мова
Розподіл населення за рідною мовою за даними перепису 2001 року:
| Мова       | Відсоток |
| ---------- | -------- |
| українська | 89,72 %  |
| російська  | 4,11 %   |
| білоруська | 0,29 %   |
| інші       | 5,88 %   |

## Постаті
- Кулиненко Олег Сергійович (1996-2015) — солдат ЗСУ, учасник російсько-української війни.

## Економіка
- «Ім. Петровського», ТОВ.

## Сьогодення
У Зоряному є школа, дитячий садок, амбулаторія, будинок культури, бібліотека. Діє декілька дрібних сільськогосподарських підприємств.